# Beavis and Butt-head Do America
Beavis and Butt-head Do America är en amerikansk tecknad komedifilm från 1996 med huvudpersonerna från den tecknade TV-serien Beavis och Butt-head. Den producerades av Paramount Pictures i samarbete med Geffen Pictures och MTV Films och regisserades av skaparen Mike Judge. Filmen hade biopremiär i USA den 20 december 1996.

## Handling
Beavis och Butt-head vaknar och inser att någon har stulit deras TV-apparat. I sitt sökande efter en TV stöter de ihop med den alkoholiserade Muddy Grimes, som misstar dem för två anställda män som skulle besöka honom. Muddy erbjuder dem 10 000 dollar om de mördar hans fru, Dallas Grimes, som har stulit alla hans ägodelar. Beavis och Butt-head missförstår honom dock och tror att han ber dem ha sexuellt umgänge med henne.
Muddy skjutsar dem till flygplatsen, och de sätter sig i ett flygplan för färd mot Las Vegas, där Dallas håller till. När Muddy kommer tillbaka till sitt motellrum stöter han ihop med de riktiga männen som skulle mörda hans fru mot betalning. Han blir då ursinnig och reser till Las Vegas för att döda alla tre.
När Beavis och Butt-head anländer till sitt hotellrum stöter de ihop med Dallas, som bor i grannrummet. Hon förstår snart Beavis och Butt-heads missuppfattning om vad Muddy bad dem göra med henne. Hon beställer en bussresa till dem och ber dem möta henne i Washington D.C. senare. Innan de ger sig iväg plockar hon upp Beavis byxor, som han hade tagit av sig i upphetsningen, och syr in en virusinnehållande enhet i dem. Beavis tar på sig byxorna igen, utan att veta vad som finns i dem, och ger sig av på bussresan tillsammans med Butt-head.
Utsmugglingen av enheten blir snart uppmärksammad av FBI, som efterlyser Beavis och Butt-head som de två farligaste förbrytarna i USA.

## Röster
- Mike Judge som Beavis, Butt-head, Tom Anderson, rektor McVicker och Van Driessen
- Demi Moore som Dallas Grimes
- Bruce Willis som Muddy Grimes
- Robert Stack som ATF-agent Flemming
- Cloris Leachman som den gamla damen
- Greg Kinnear som ATF-agent Bork
- Richard Linklater som busschauffören
- David Letterman och Tony Darling som Mötley Crüe-roadies
- Kristofor Brown som mannen i flygplanet, mannen i bekännelsemontern, gammal man och Jim
- Eric Bogosian som gammal väktare, Vita husets pressekreterare och strategiskt luftlöjtnant
- Dale Reeves som Bill Clinton

### Fotnoter
1. ↑  ”Title << British Board of Film Classification”. British Board of Film Classification. 13 januari 1997. http://www.bbfc.co.uk/AFF066576/. Läst 8 juli 2011.
2. ↑  Dutka, Elaine (24 december 1996). ”Beavis and Butt-head Make Creator and Paramount Proud”. The Los Angeles Times. http://articles.latimes.com/1996-12-24/entertainment/ca-12081_1_paramount-pictures. Läst 8 november 2010.
3. ↑  ”Beavis and Butt-Head Do America” (på engelska). Box Office Mojo. 20 december 1996. http://www.boxofficemojo.com/movies/?id=beavisandbuttheaddoamerica.htm. Läst 20 januari 2017.